# Minnie Klavans
Minnie Klavans (1915 - 19 de setembro de 1999) foi uma artista americana.
Klavans estudou no Wilson Teachers College em Washington, DC, graduando-se em 1935. De 1939 a 1943 trabalhou como oficial de pessoal no Departamento de Guerra.
O seu trabalho encontra-se incluído nas colecções do Museu Smithsoniano de Arte Americana e do American University Museum.